# Emmanuel de Croÿ-Solre
Pour les autres membres de la famille, voir Famille de Croÿ.
Ne doit pas être confondu avec Emmanuel-Marie-Maximilien de Croÿ-Solre ou Anne-Emmanuel de Croÿ.
Emmanuel de Croÿ, prince de Solre et du Saint-Empire et de Mœurs est un militaire français né le 23 juin 1718 à Condé-sur-l'Escaut et mort le 30 mars 1784 à Paris.

## Biographie
Unique enfant de Philippe-Alexandre-Emmanuel de Croÿ (1676 † 1723), prince de Solre et de Mœurs, et de Marie-Marguerite-Louise (1681-1768), comtesse von Millendonk, Emmanuel naît le 23 juin 1718 à Condé-sur-l'Escaut. Il nait prince du Saint-Empire.
Le prince de Solre entre aux mousquetaires à l'âge de dix-huit ans, en 1736. Il reçoit en 1738 le commandement du régiment Royal-Roussillon, et fait sa première campagne à l'armée rassemblée en Westphalie en 1741.
Il est au siège et à la prise de Prague, et assiste en 1743, sur le banc des princes de l'Empire, à l'élection et au couronnement de l'empereur Charles VII. Il se trouve la même année à la bataille de Dettingen, et sert en Flandre, sous les ordres du Roi Louis XV, depuis l'année 1744 jusqu'au siège de Maastricht (1748). Il avait été fait brigadier en 1745, et est promu après ce siège, en 1748, au grade de maréchal de camp.
Veuf en 1744, à seulement 26 ans, il ne se remarie pas et manifeste une grande piété, tout en s'intéressant, comme beaucoup de ses contemporains, aux sciences, notamment à l'Astronomie.

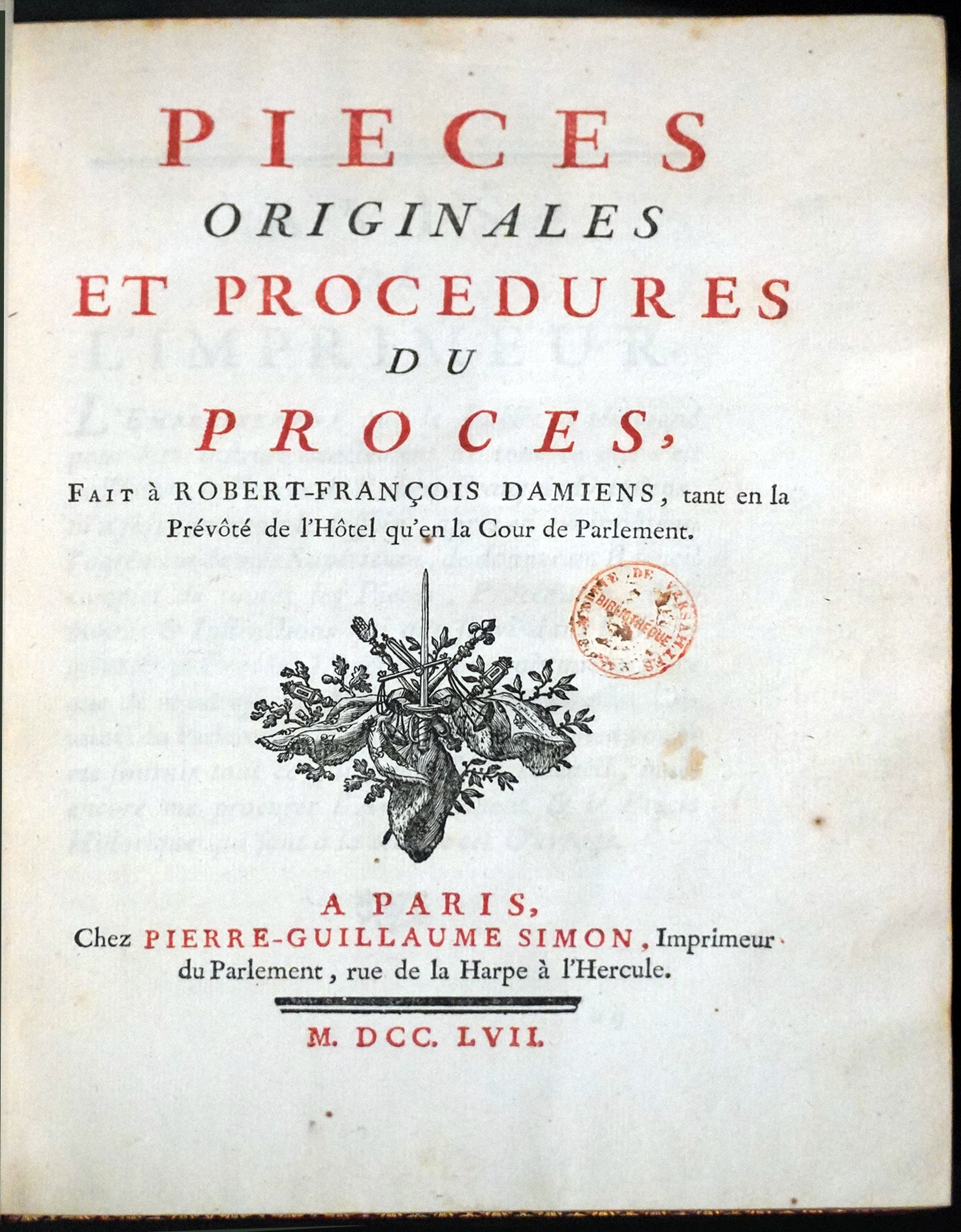
Pièces originales du procès fait à Robert-François Damiens.

Après l'attentat de Robert-François Damiens en janvier 1757, il est envoyé en Artois pour y enquêter et reconstituer l'itinéraire de l'assassin. Ses rapports figurent en tête des Pièces originales du procès fait à Robert-François Damiens, publié par Simon quelques semaines après le supplice de Damiens.
Chevalier des Ordres du roi et lieutenant général des armées du roi en 1759, il fait en Allemagne les campagnes de 1760 et 1761.
Il sert comme gouverneur de Condé et commandant pour le Roi en Picardie, Calaisis et Boulonnais.
En 1751, il fait reconstruire l'église de Condé sur l'Escaut, puis en 1775 l'hôtel de ville.
Dans les années 1750, il fait reconstruire dans la Forêt de Bonsecours (Hainaut) le château de l'Hermitage, qui sera encore reconstruit par son fils, après sa mort et juste avant la Révolution.
A Paris, il demeurait, faubourg Saint-Germain, dans l'hôtel de Rothembourg, loué aux Carmes.
En 1767, il devient grand d'Espagne de 1ère classe et est autorisé par le Roi à porter à la cour de France le titre de Duc de Croÿ, stipulé sur le diplôme de grand d'Espagne accordé en 1706 à sa famille.
Après une sollicitation sans suite pour entrer à l'Académie des sciences, en 1765, il est reçu en 1774 à l'Académie de Marine.
Élevé à la dignité de maréchal de France le 13 juin 1783, il meurt à Paris le 30 mars 1784, à l'âge de soixante-six ans. Il est inhumé à l'origine dans l'église Saint-Wasnon de Condé-sur-l'Escaut. Pendant la Révolution Française, tous les cercueils de la famille de Croÿ furent transférés au château de Biez à Wiers à Péruwelz en Belgique. A la demande d’Alfred de Croÿ (1789 – 1861), arrière-petit-fils du maréchal, dixième duc de Croÿ, les restes mortels de ses ascendants furent ramenés en France le 8 octobre 1845 et furent alors déposés dans un caveau sous le calvaire du cimetière de Vieux-Condé.

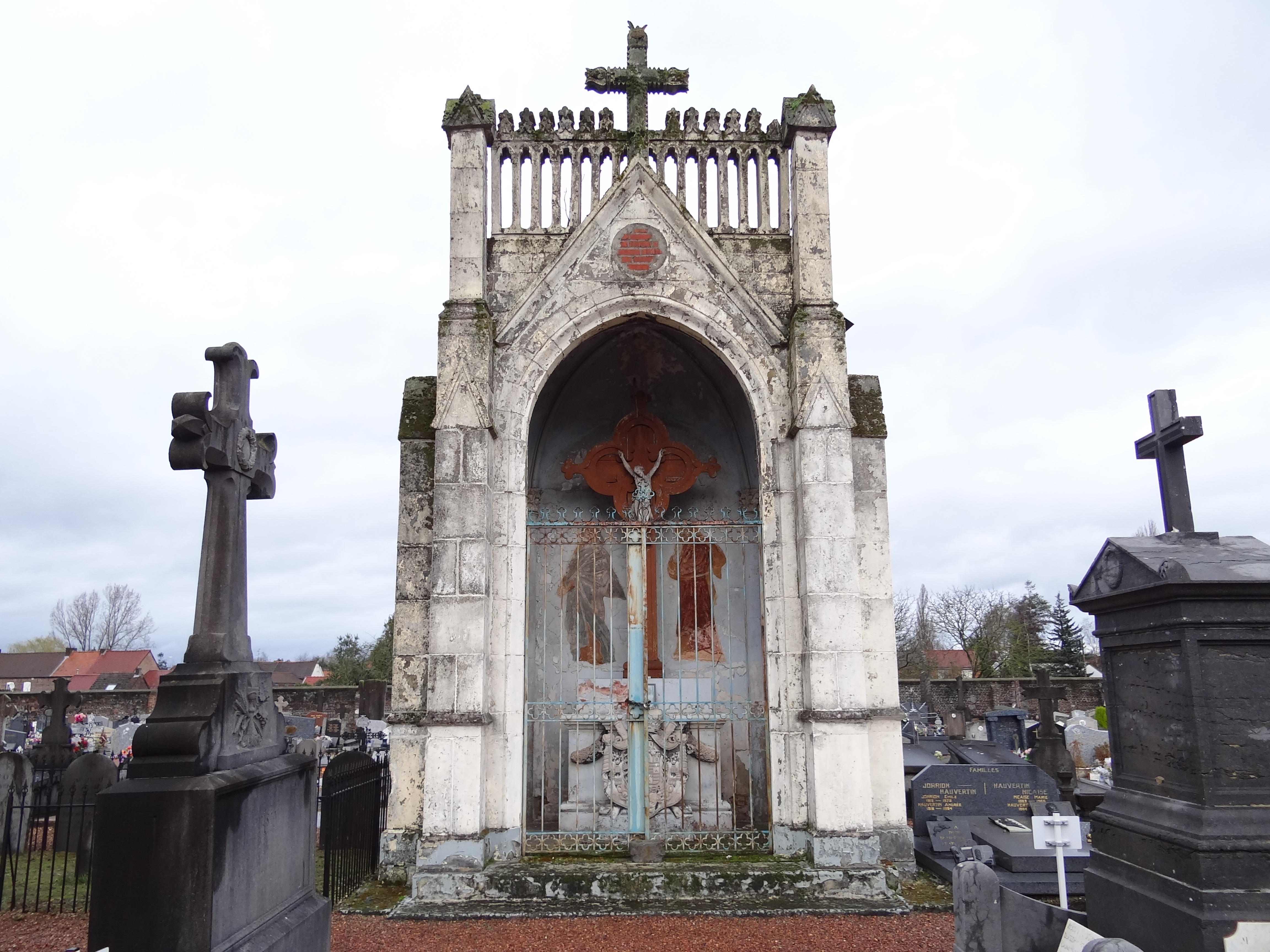
La chapelle funéraire de la famille de Croÿ au cimetière de Vieux-Condé (Nord).

### Postérité
Le prince de Solre employa une partie de sa fortune à la restauration du port de Dunkerque et des fortifications de Calais, et laisse son nom à la Tour de Croÿ à Wimereux (nord de Boulogne sur Mer) et à l'Île de Croÿ aux Îles Kerguelen.

### Écrits
Il a publié :

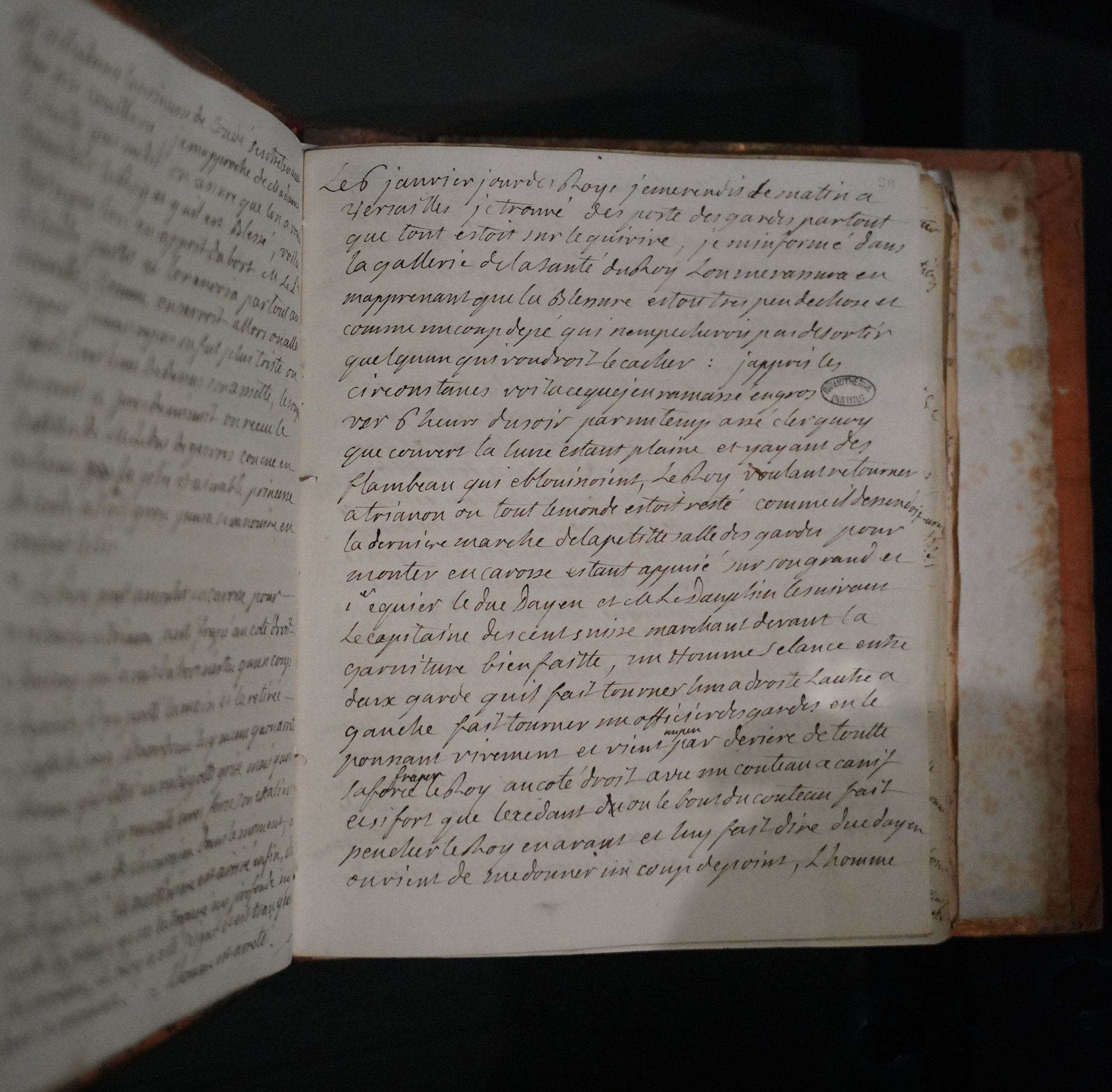
Manuscrits de l'Institut.

- Mémoires sur le passage par le Nord, qui contient aussi des réflexions sur les glaces, 1782, Paris, Valade, un volume in 4°, 26 pages[5] ;

Il a laissé 41 volumes de Mémoires de ma vie manuscrits, relatant les évènements de sa vie de sa naissance à sa mort, et conservés à l'Institut; dont il a été publié des extraits dans quatre volumes imprimés en 1906 et 1907 :
- Journal inédit du Duc de Croÿ, publié d'après le manuscrit autographe conservé à la bibliothèque de l'Institut, avec introduction, notes et index, par le Vicomte de Grouchy & Paul Cottin, Paris, Ernest Flammarion éditeur, tome 1 (1718-1761)[7] ; tome 2 (1762-1771)[8] ; tome 3 (1772-1777)[9] ; tome 4 (1777-1784) [10].

Une nouvelle édition de ces Mémoires a paru en six volumes, de 2004 à 2013 :
- Journal de Cour, édition établie par Laurent Sortais, Clermont-Ferrand, Editions Paleo, Collection Sources de l'Histoire de France, tome 1 (1718-1754), tome 2 (1754-1762), tome 3 (1763-1767), tome 4 (1768-1773), tome 5 (1774-1777), tome 6 (1777-1784)[11].

### Distinctions
- Chevalier des ordres du Roi
- Grand d'Espagne de première classe
- Membre de l'Académie de Marine

## Armoiries
Écartelé : aux I et IV, contre-écartelé, aux 1 et 4 d'argent à trois fasces de gueules (Croÿ) ; aux 2 et 3 d'argent à 3 doloires de gueules, les 2 en chef adossés (Renty) ; au II, contre-écartelé de France et de gueules plain (Albret), sur le tout de Bretagne ; au III, contre-écartelé, aux 1 et 4 losangé d'or et de gueules (de Craon), aux 2 et 3 d'or au lion de sable, lampassé et armé de gueules (Flandre). Sur le tout contre-écartelé Croÿ de Renty.

## Mariage et descendance
Emmanuel de Croÿ épouse le 18 février 1741 Angélique-Adélaïde d'Harcourt (30 août 1719 - 7 septembre 1744), fille de François d'Harcourt (1689-1750), 2e duc d'Harcourt, maréchal de France, et de Marie-Madeleine Le Tellier de Barbezieux (1698-1735), sa seconde épouse. Elle était la petite- fille d'Henri d'Harcourt, 1er duc d'Harcourt, maréchal de France, et celle de Louis-François-Marie Le Tellier de Barbezieux, secrétaire d'Etat à la guerre. Ensemble, ils ont :
- Adélaïde de Croÿ-Solre (6 décembre 1741 - 25 avril 1822), mariée le 20 février 1762, avec Joseph-Anne-Maximilien de Croÿ d'Havré (1744-1839), duc d'Havré, seigneur de Tourcoing (1761-1789), chevalier de la Toison d’Or, colonel du régiment d'infanterie de Flandre française, maréchal de camp (1784), député aux États Généraux de 1789, pair de France (1814), lieutenant-général des armées et capitaine des gardes-du-corps (1814), dont postérité ;
- Anne-Emmanuel de Croÿ Solre (Paris, 10 novembre 1743- Le Rœulx, 15 décembre 1803), duc de Croÿ, prince de Solre, grand d'Espagne, maréchal-de-camp (1784), chevalier du Saint-Esprit (1786), marié le 11 octobre 1764 avec Auguste Friederike zu Salm-Kyrburg (1747 † 1822), dont postérité.

## Pour approfondir